# آلفا، نیوجرسی
آلفا (به انگلیسی: Alpha) شهری در ایالت نیوجرسی کشور ایالات متحده آمریکا است که جمعیت آن در سرشماری سال ۲۰۱۰ میلادی، ۲٬۳۶۹ نفر بوده‌است.